# Georges Biet
Georges Biet (1869, Nancy - 1955, Nancy) fue un arquitecto francés dentro del estilo Art nouveau.
Colaboró con Eugène Vallin y fue arquitecto de la villa  Nancy.

## Principales realizaciones
- Immeuble Georges Biet, realizado con Eugène Vallin. nº 22 de la rue de la Commanderie en Nancy 48°41′12″N 6°10′17″E / 48.68667, 6.17139
- Solario Trianon (del francés: Cure d'air Trianon) (1902), situada en el Arboreto de la Abiétinée en la comuna de Malzéville, al noreste de Nancy. El edificio está esclusivamente constituido por estructuras metálicas debidas a  Frédéric Schertzer.